# ۷۱۹ (میلادی)
۷۱۹ (میلادی) هفتصد  و نوزدهمین سال تقویم میلادی است.

## درگذشتگان
‎